# Adjuntas de Higueras
Adjuntas de Higueras är en ort i Mexiko.   Den ligger i kommunen Peñamiller och delstaten Querétaro Arteaga, i den centrala delen av landet, 180 km norr om huvudstaden Mexico City. Adjuntas de Higueras ligger 1 276 meter över havet och antalet invånare är 333.
Terrängen runt Adjuntas de Higueras är kuperad åt sydväst, men åt nordost är den bergig. Adjuntas de Higueras ligger nere i en dal. Runt Adjuntas de Higueras är det ganska glesbefolkat, med 38 invånare per kvadratkilometer. Närmaste större samhälle är Pinal de Amoles, 17,4 km nordost om Adjuntas de Higueras. Omgivningarna runt Adjuntas de Higueras är i huvudsak ett öppet busklandskap.